# Rakovnik (Iščica)
Rakovnik je potok, ki izvira v istoimenskem ribniku vzhodno od naselja Ig na južnem robu Ljubljanskega barja. Kot izvorni levi pritok se izliva v potok Draščica. Nadaljnja vodna pot: Iščica - Ljubljanica.